# Thelon River
Der Thelon River ist ein etwa 900 km langer Zufluss der Hudson Bay im nördlichen Kanada.

## Flusslauf
Der Fluss entspringt in den Nordwest-Territorien, fließt in östlicher Richtung durch Nunavut und mündet später in den Baker Lake, welcher in das Chesterfield Inlet und in die Hudson Bay abfließt.
Er fließt mit geringem Gefälle durch die nordkanadische Tundra. Die Fließabschnitte werden immer wieder durch große Seeabschnitte unterbrochen.

## Flora und Fauna
Der Fluss fließt durch eine pflanzenarme Tundra. Häufige Säugetiere am Fluss sind Moschusochse, Elch und das nordamerikanische Karibu.